# Ring Clarence
Ring Clarence (ur. 1994) – zapaśnik z Wysp Marshalla walczący w obu stylach. Wicemistrz igrzysk mikronezyjskich w 2024. Brązowy medalista mistrzostw Oceanii w 2015 roku.